# Dragutin Dimc
Dragutin Dimc (Zagreb, 19. srpnja 1932. – Zagreb, 13. srpnja 1958.) je bio hrvatski enigmatičar, novinar i šahist. 
Rodio se u Zagrebu. Studirao je na Ekonomskom fakultetu. Do svoje prerane i nesretne smrti utapanjem u Savi mnogo je postigao u enigmatici i šahu. Umro je na kupanju, a u vrijeme dok je sudjelovao na jednom šahovskom turniru.

## Vanjske poveznice
- 365chess Dragutin Dimc
- Velemajstorske partije